# Val Menaggio
La Val Menaggio, talvolta detta anche Valle di Porlezza, è una valle situata in provincia di Como che unisce le località di Menaggio, situata sul lago di Como, a Porlezza situata invece sul lago di Lugano, culminando nella Sella di Croce (o Grandola) a 399 m s.l.m.

## Geografia
È lunga circa 10 km ed è posta nella depressione tra le ultime pendici meridionali del Costone del Bregagno e le pendici settentrionali del Monte Galbiga. Prima di raggiungere Porlezza ospita il lago del Piano (276 m s.l.m.) di origine alluvionale.
La parte occidentale, appartenente al bacino del Ceresio, è più lunga e declive ed è attraversata dal torrente Cuccio che scende dalla Val Cavargna e dal torrente Rezzo che scende invece dall'omonima valle.
La parte orientale (solo impropriamente considerata parte della Val Menaggio), è invece più ripida e fa parte del bacino del Lario.
Prende il nome di Val Sanagra (su alcune cartine chiamata anche Val Senagra) essendo attraversata dal torrente omonimo. La Sella di Croce, situata poco sopra Menaggio, come visibile dalla foto della valle, divide i due bacini.

## Formazione
La Val Menaggio è una valle sospesa di origine glaciale, originata dall'erosione dei ghiacciai.
Il ghiacciaio abduano che scendeva dalla Valtellina e dalla Valchiavenna si ramificava, all'altezza di Menaggio, verso il Ceresio, dando origine ad una faglia che viene chiamata in geologia linea di Menaggio.
Ritiratosi i ghiacciai al termine della glaciazione, in questa frattura trovò alloggio la Val Menaggio con il lago di Como ad est ed il lago di Lugano ad ovest.
Il dislivello tra i due laghi è di 74 metri, essendo il primo situato a un'altitudine media di 197 m s.l.m. e il secondo a una di 271 m s.l.m.

## Vie di comunicazione
La Val Menaggio è stata abitata ed attraversata fin dalla più tarda antichità, come è documentato da testimonianze archeologiche e toponomastiche.
Nel 1517 si progettò di unire i due laghi aprendo un canale tra Menaggio e Porlezza, ma i progettisti, l'ingegner Benedetto Massaglia e l'architetto Andrea de' Tintori ne riconobbero "l'impossibilità e la grandissima difficoltà", quindi il progetto venne abbandonato.
La mulattiera che attraversava la valle fino al XIX secolo metteva in comunicazione le sponde dei due laghi e l'Antica Via Regina che saliva da Como con Lugano. Questa strada è diventata carrozzabile ed è oggi diventata parte della Strada statale 340 Regina.
Nel 1884 fu costruita la ferrovia Menaggio-Porlezza, che ha svolto regolare servizio dal 1884 al 1939. Faceva parte di un progetto più ampio che voleva collegare per scopi commerciali e turistici il Lario ed il Ceresio e quindi l'Italia e la Svizzera con il nord Europa in un sistema integrato tra via d'acqua e via ferrata.